# 브리티시 잡
《브리티시 잡》(영어: The Hatton Garden Job)는 2017년에 개봉한 영국의 액션 스릴러 범죄 영화이다. 2015년 4월 런던 해턴 가든에서 실제로 일어났던 귀중품 보관소 대량 절도 사건을 극화하였다.

## 출연
- 매슈 구드 - "XXX", 절도 기획자 역
- 래리 램 - 브라이언 리더 역
- 클라이브 러셀 - 케니 콜린스 역
- 필 대니얼스 - 대니 존스 역
- 데이비드 콜더 - 테리 퍼킨스 역
- 조엘리 리처드슨 - 에르제베트 줄론도시, 헝가리 갱 역
- 스티븐 모이어 - 마커스 포드 역
- 잭 둘런 - 주더스잭 역
- 세라제인 크로퍼드 - 광역경찰청 에마 카터 경감 역
- 마크 해리스 - 프랭크 배스킨 전 경감 역
- 크레이그 러셀 - 교도관 역
- 새뮤얼 아데운미 - 아이작 역
- 덩컨 케이시 - 데이비드 역

## 기타 제작진
- 총괄 제작: 사이먼 클루엣, 마크 골드버그, 엘리자베스 윌리엄스

## 같이 보기
- 하이스트 영화